# Zettlitz
Zettlitz là một đô thị trong huyện Mittelsachsen, in bang tự do Sachsen, nước Đức. Đô thị Zettlitz có diện tích 15,64 km², dân số thời điểm ngày 31 tháng 12 năm 2005 là 856 người.